# Mimobolbus nigropiceus
Mimobolbus nigropiceus är en skalbaggsart som beskrevs av Felsche 1910. Mimobolbus nigropiceus ingår i släktet Mimobolbus och familjen Bolboceratidae. Inga underarter finns listade i Catalogue of Life.